# Dolovi (Podgorica)
Pour les articles homonymes, voir Dolovi.
Dolovi (en serbe cyrillique : Долови) est un village de l'est du Monténégro, dans la municipalité de Podgorica.

## Démographie

### Évolution historique de la population
| 1948 | 1953 | 1961 | 1971 | 1981 | 1991 | 2003 |
| ---- | ---- | ---- | ---- | ---- | ---- | ---- |
| 69   | 81   | 76   | 48   | 29   | 26   | 17   |